# Йохан Ернст (Саксония-Кобург)
Йохан Ернст I фон Саксония-Кобург (на немски: Johann Ernst von Sachsen-Coburg; * 10 май 1521, Кобург; † 8 февруари 1553, Кобург) от род Ернестингските Ветини, е от 1541 г. до смъртта си първият самостоятелен херцог на Саксония-Кобург.

## Живот
Той е най-големият син на саксонския курфюрст Йохан „Твърдия“ (1468 – 1532) и втората му съпруга Маргарета от Анхалт (1494 – 1521), дъщеря на княз Валдемар VI от Анхалт-Кьотен. Неговият по-голям полубрат курфюрст Йохан Фридрих I (1503 – 1554) е до 1528 г. негов опекун и го оставя от 1532 г. да участва в управлението.
През 1541 г. за Йохан Ернст е създадено, чрез помощта на княз Волфганг фон Анхалт, малко господство в Гота и други градове и годишно заплащане. През 1542 г. Йохан Ернст започва строежа на дворец Еренбург в Кобург.
Йохан Ернст се жени на 12 февруари 1542 г. за принцеса Катарина от Брауншвайг-Грубенхаген (* 30 август 1524, † 24 февруари 1581), дъщеря на херцог Филип I фон Брауншвайг-Грубенхаген (1476 – 1551) и втората му съпруга Катерина фон Мансфелд (1501 – 1535). Бракът остава бездетен.
Брат му Йохан Фридрих I († 1554) и неговите трима сина го наследяват. Вдовицата му Катарина се омъжва втори път за граф Филип I фон Шварцбург-Лойтенберг.